# Francisco Valdés Casas
Francisco Valdés Casas (Talavera de la Reina, 23 de juliol de 1899 - Ciutat de Mèxic, 25 de setembre de 1962) fou un polític espanyol, governador civil d'Alacant i Lleó durant la Segona República Espanyola.
Es llicencià en dret i després de les eleccions municipals espanyoles de 1931 fou escollit alcalde de Talavera de la Reina. Durant la Segona República Espanyola va militar a Izquierda Republicana de Manuel Azaña i fou nomenat governador civil de la província de Lleó (1931-1932) i de la província d'Alacant després de les eleccions generals espanyoles de 1936. Ocupant aquest càrrec, la seva actuació fou decisiva perquè perquè no hi triomfés el cop d'estat del 18 de juliol de 1936 i es mantingués lleial al govern republicà en nega-se a cedir el comandament de la província al general José García-Aldave Mancebo. Alhora va prohibir als milicians atemptar contra les vides i propietats alienes. En juliol de 1937 deixà el càrrec i durant un temps fou president de la Diputació d'Alacant. Finalment va ser nomenat cònsol de la república a Córdoba (Argentina). En maig de 1939 es va establir a Mèxic.